# 3813 Fortov
3813 Fortov è un asteroide della fascia principale. Scoperto nel 1970, presenta un'orbita caratterizzata da un semiasse maggiore pari a 2,1912307 UA e da un'eccentricità di 0,1754736, inclinata di 4,15544° rispetto all'eclittica.